# Сан-Мігель (Сальвадор)
Сан-Мігель (ісп. San Miguel) — місто в Сальвадорі, розташоване в однойменному департаменті.

## Історія
8 травня 1530 року було засноване село під назвою Сан-Мігель. До 1586 року село отримало статус міста.